# Бой за Баироко
Бой за Баироко (англ. Battle of Bairoko) — боевое столкновение между подразделениями морской пехоты и армии США и армией Императорской Японии в районе порта Баироко, расположенного на острове Нью-Джорджия, в период кампании на островах Нью-Джорджия на Тихоокеанском театре военных действий. 
Американцы планировал захватить 20 июля деревню Байроко, которая находилась на восточной стороне гавани Байроко. План предусматривал охватывающее движение. Японские оборонительные позиции вокруг Байроко были огромными, а гарнизон был усилен с момента первой высадки США в Райс-Анкоридже. 
Тем не менее атака началась около 08:00 20 июля. В ходе боя морские пехотинцы США при поддержке двух армейских пехотных батальонов атаковали японский гарнизон, охранявший порт. В течение дня 20 июля 1943 года американцам так и не удалось преодолеть хорошо подготовленные японские позиции. В конечном итоге дневной штурм американцев оказался безуспешным. Ни одна из атакующих сил не добилась существенного прогресса, и воздушная поддержка, которую запрашивал Ливерседж во время атаки, не была предоставлена. 
Обсудив ситуацию с командирами батальонов, Ливерседж принял решение об отходе около 17:00. После того как был отдан приказ об отходе, медицинский персонал США начал собирать раненых и доставлять их в медпункт, чтобы подготовить их к отправке обратно в Эногай.  Американцы отвели войска в район порта Эногаи, где они оставались до окончания кампании. Японцы использовали Баироко для поддержки и усиления своих войск, охранявших аэродром в Мунда-Поинт. После того как США и их союзники захватили аэродром, японцы эвакуировали свои силы с Нью-Джорджии, покинув Баироко 24 августа.